# Капский турач
Капский турач (лат. Pternistis capensis) — вид птиц из семейства фазановых (Phasianidae). Эндемик Капских провинций ЮАР и Намибии.

## Описание
Капский турач длиной 40—42 см, в среднем самец крупнее самки. У него ярко-красные ноги. Оперение очень тёмное, с тонкими серыми и белыми линиями. Только затылок и макушка головы одноцветные. Самец и самка внешне похожи, только у самца по две шпоры на ногах, а у самки только одна. Молодые птицы похожи на взрослых, у них более тёмные ноги и более чёткие линии в оперении. Призывный крик — громкое «какалак-какалак-какалак».

## Образ жизни
Капский турач живёт на открытых, покрытых густым кустарником территориях, по возможности ближе к проточным водоёмам. Гнездо — это выложенная травой ямка под кустом. В кладке от 6 до 8 яиц, иногда две самки используют одно и то же гнездо. Этот вид легко приручается. Как и большинство турачей, птица при опасности скорее убегает, а не улетает.